# ناحیه بیچکه
ناحیه بیچکه (به مجاری: Bicskei járás) یک منطقهٔ مسکونی در مجارستان است که در فیر واقع شده‌است و  ۵۷۸٫۲۵ کیلومتر مربع مساحت و ۳۴٬۳۷۰ نفر جمعیت دارد.